# حمض البروموز
حمض البروموز هو حمض ضعيف غير مستقر للبروم صيغته HBrO2، وهو يوجد فقط على شكل محلول.

## التحضير
يمكن أن يحضر هذا الحمض من التفاعل بين حمض الهيبوبروموز مع حمض الهيبوكلوروز:
{\displaystyle \mathrm {HBrO+HClO\longrightarrow HBrO_{2}+HCl} }
كما ينتج أيضاً من تفكك حمض الهيبوبروموز:
{\displaystyle \mathrm {2\ HBrO\longrightarrow HBrO_{2}+HBr} }

## الخواص
يستحصل هذا الحمض على شكل محلول فقط، ولا يمكن الحصول على شكل صلب منه؛ من جهة أخرى تدعى أملاح هذا الحمض باسم بروميت، والتي تتفكك في المحاليل الحمضية إلى البروم.